# 보기 대차

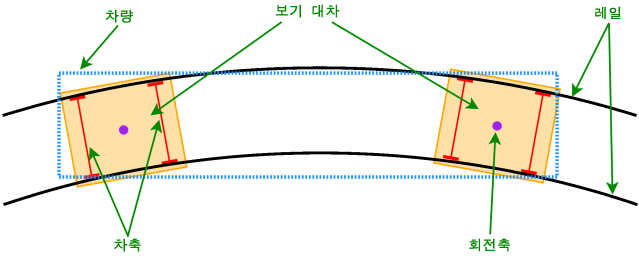
보기차의 곡선통과

보기 대차(Bogie 臺車)란, 차체에 대해서 수평 방향으로 회전 가능한 장치를 가진 대차의 총칭이다. 또 보기 대차를 채용한 차량을 보기차라고 부른다.
차체가 짧은 소형 차량의 경우 차체로부터 서스펜션을 통해 2개의 차축을 직접 잇는 고정 2축차로 대응할 수 있었지만, 점차 대량 수송 수단으로서 철도가 보급되기 시작하면서 차체장을 대형화해도 곡선통과에 지장이 없도록 차체와는 독립되어 있다고 할 수 있을 정도로 회전할 수 있는 기구를 채용한 대차가 등장했다. 이것이 보기 대차다.
보기 대차에는 대차의 축수에 의해 1축 대차부터 각 축수마다 종류가 있지만, 2축 보기 대차가 대부분이다. 또, 무거운 화물을 적재하는 차량에는 4축 이상의 것도 존재한다. 통상은 전후에 2개 장비되지만, 궤도 검측차나 화물차에는 3개 이상의 보기 대차를 장비하는 경우가 있다.
- 1축 보기 대차의 예:
- 2축 보기 대차의 예: 동차형 새마을호, 무궁화호 객차, 한국철도공사 311000호대 전동차 등 다수
- 3축 보기 대차의 예: 7300호대 디젤 기관차 등
- 4축 보기 대차의 예: EMD DDA40X 디젤 기관차 등

## 특징

보기차(위)와 2축차(아래)

### 장점
- 차체와 독립하여 회전할 수 있으므로 곡선 통과가 용이하다.
- 대차간격을 넓혀도 곡선통과에 지장이 적기 때문에 차체장을 대형화할 수 있다.
- 2축차에 비해 대차에 충분한 완충장치를 설치하기 쉽기 때문에, 고속 주행에서도 승차감이 좋다.
- 차축수가 증가하기 때문에, 1축당의 걸리는 차중(축중이라고 한다)이 가벼워져 선로에 가하는 부담이 적다.

### 단점
- 소형화하기 어렵기 때문에, 소형 차량에는 채용하기 어렵다.
- 2축차에 비해 구조가 복잡하고 비용이 높으며 보수에 시간이 걸린다.

## 같이 보기
- 가공 전차선
- 관절대차
- 궤간
  - 협궤
  - 표준궤
  - 광궤
- 대차
- 선로
- 절연구간
- 집전장치
- 제3궤조